# Developmental Medicine and Child Neurology
Developmental Medicine and Child Neurology, abgekürzt Dev. Med. Child Neurol., ist eine wissenschaftliche Fachzeitschrift, die vom Wiley-Blackwell-Verlag veröffentlicht wird. Die Zeitschrift erscheint mit zwölf Ausgaben im Jahr und ist das offizielle Journal folgender wissenschaftlicher Gesellschaften:
- The American Academy for Cerebral Palsy and Developmental Medicine
- The Britisch Paeditric Neurology Association
- The Britisch Academy of Childhood Disability
- The European Academy of Childhood Disability

Es werden Arbeiten aus dem Gebiet der pädiatrischen Neurologie veröffentlicht.
Der Impact Factor lag im Jahr 2014 bei 3,51. Nach der Statistik des ISI Web of Knowledge wird das Journal mit diesem Impact Factor in der Kategorie Pädiatrie an achter Stelle von 119 Zeitschriften und in der Kategorie klinische Neurologie an 49. Stelle von 192 Zeitschriften geführt.